# Piramida Seili
Piramida Seili – jedna z piramid z okresu IV dynastii zbudowana przez władcę Snofru. Znajduje się nieopodal piramidy w Meidum.
W latach 80. i 90. zespół naukowców z Uniwersytetu Brighama Younga przeprowadził badania wewnątrz piramidy. Według ich wyników po wschodniej stronie piramidy znajdował się portyk, natomiast wewnątrz obiektu zbudowana była komora grobowa.